# Jocón
Jocón é uma cidade hondurenha do departamento de Yoro.